# Hadas Ben Aroya
Hadas Ben Aroya (hebräisch הדס בן ארויה; * 14. Januar 1988 in Aschkelon, Israel) ist eine israelische Schauspielerin, Drehbuchautorin und Regisseurin.

## Leben und Karriere
Aroya wurde am 14. Januar 1988 in Aschkelon geboren. Sie absolvierte ihr Studium an der Steve Tisch School of Film and Television der Universität Tel Aviv. 2013 führte sie in dem Kurzfilm Sex Doll Regie. Ihr Spielfilmdebüt gab sie 2016 mit Anashim Shehem Lo Ani, in dem sie nicht nur Regie führte, sondern auch die Hauptrolle übernahm. Dieser wurde auf dem Locarno International Film Festival gezeigt.
Ihr zweiter Spielfilm, All Eyes Off Me, wurde 2022 in Frankreich veröffentlicht, nachdem er zuvor auf der Berlinale präsentiert worden war. 2023 stellte sie ihre erste Serie als Showrunnerin, Corduroy, beim Canneseries Festival vor.

## Filmografie (Auswahl)
Filme
- 2013: Sex Doll
- 2018: Anashim Shehem Lo Ani
- 2019: Peaches and cream
- 2022: All Eyes Off Me

Serien
- 2023: Corduroy